# تری‌کلروایزوسیانوریک اسید
تری‌کلروایزوسیانوریک اسید (به انگلیسی: Trichloroisocyanuric acid) با فرمول شیمیایی C۳Cl۳N۳O۳ یک ترکیب شیمیایی با شناسه پاب‌کم ۶۹۰۹ است. که جرم مولی آن ۲۳۲٫۴۱ g/mol می‌باشد. شکل ظاهری این ترکیب، جامد بی‌رنگ است.